# Träkol

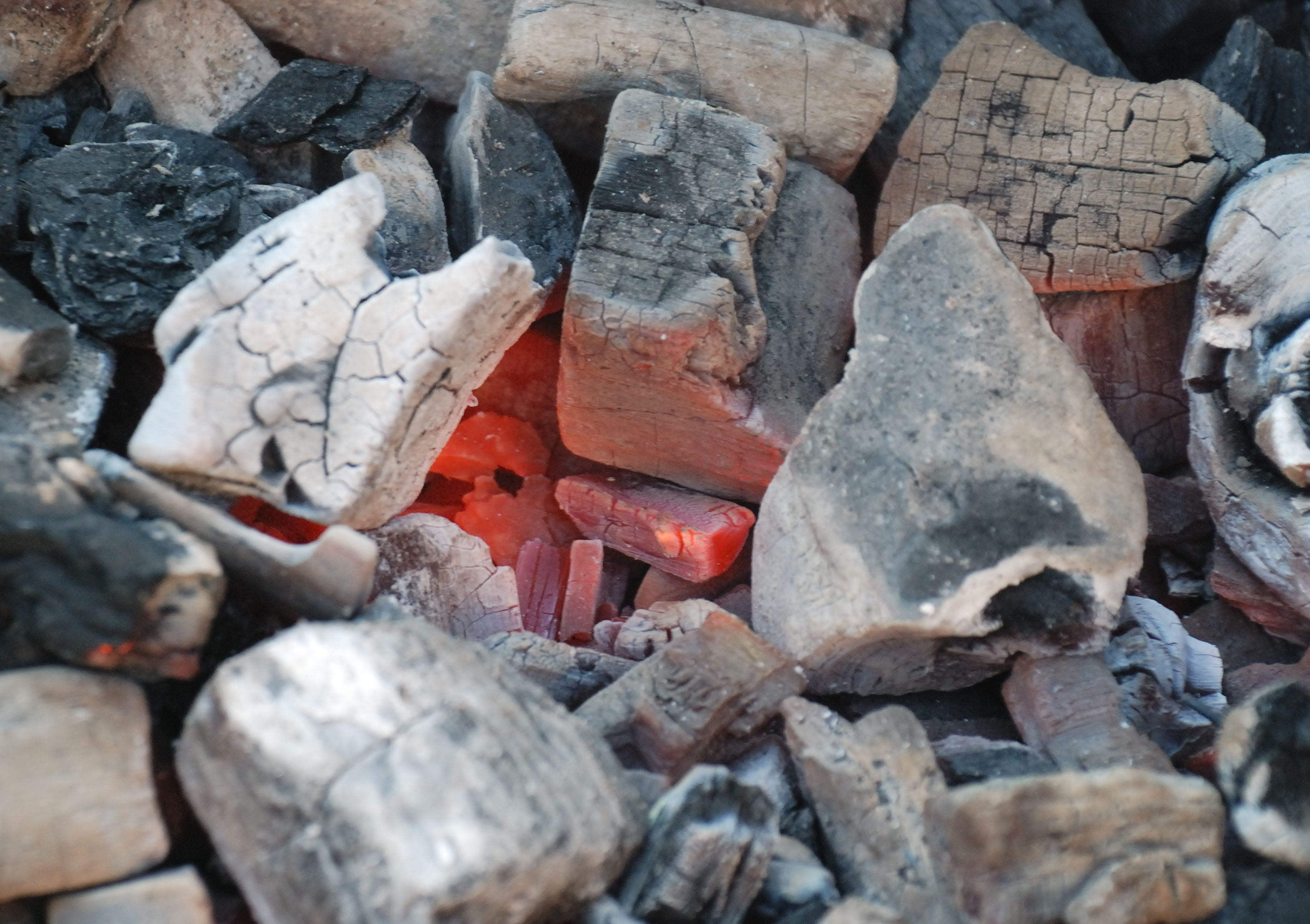
Brinnande träkol

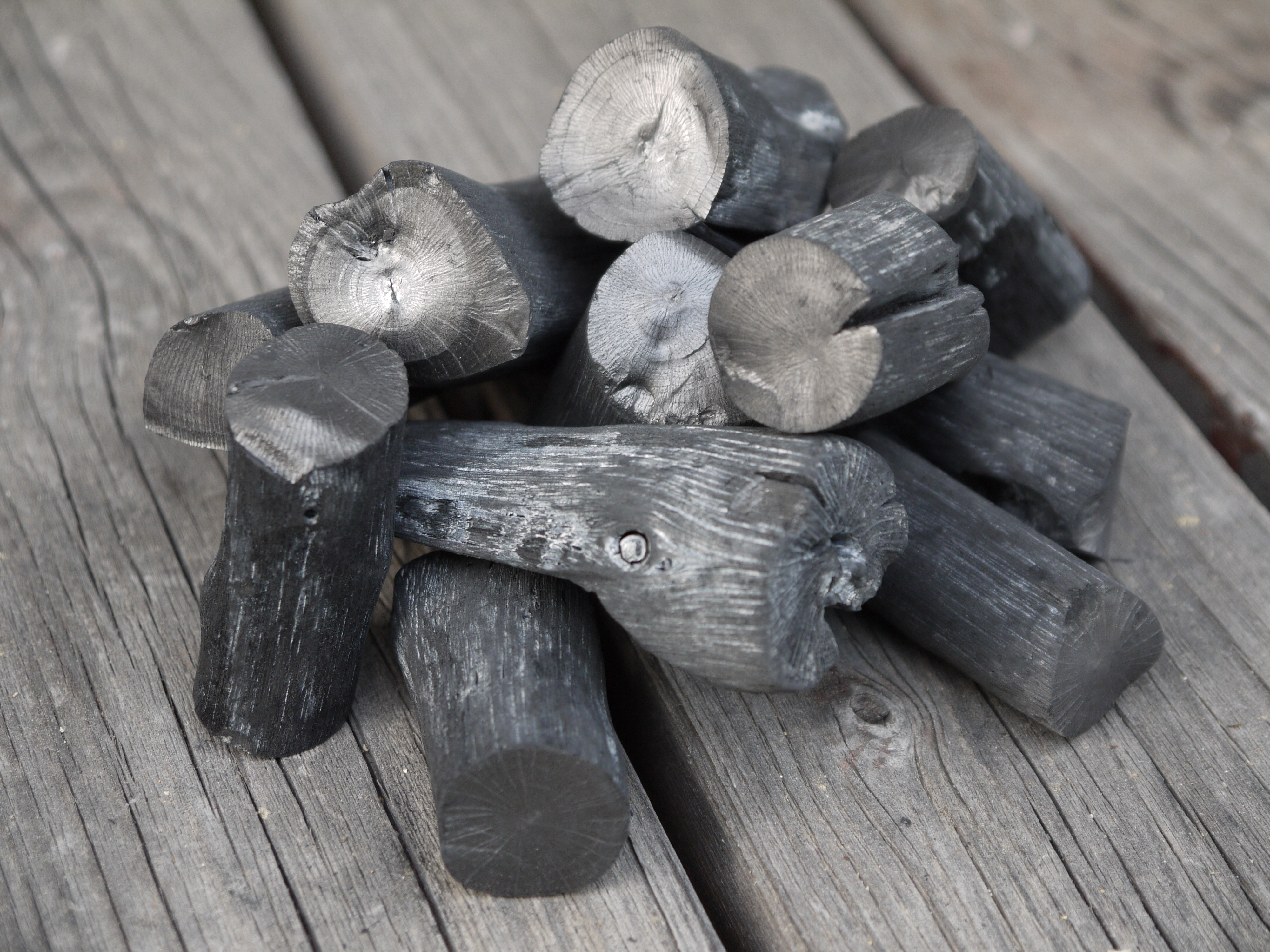
Japansk binchōtan (vit träkol)

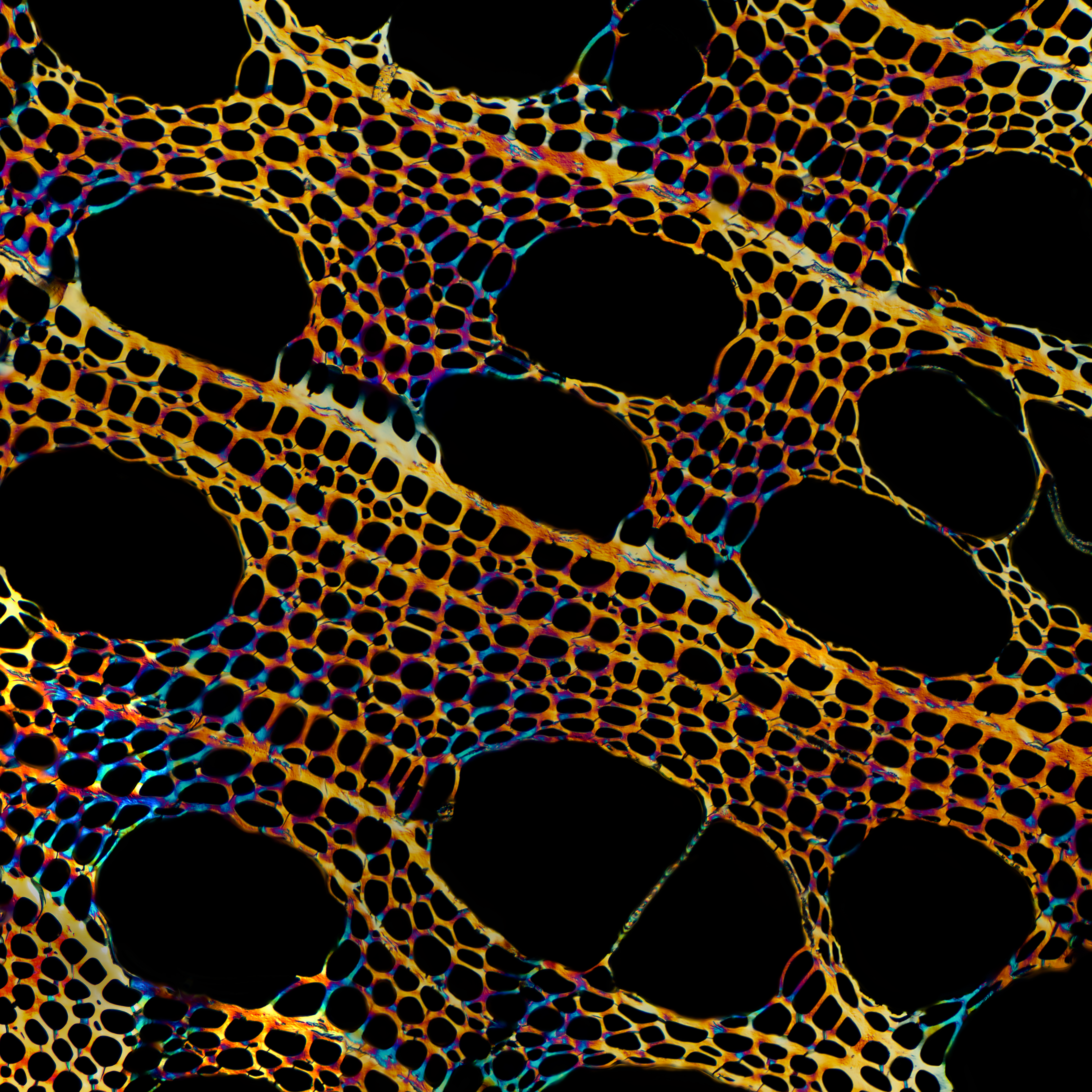
Träkol under mikroskop.

Träkol är ett brunt eller svart material som framställs genom upphettning av trä i en syrefattig miljö, en process känd som pyrolys (torrdestillation). Som biprodukter bildas tjära, metanol och ättiksyra. Träkol består till största delen av grundämnet kol och kan användas som bränsle. Tidigare användningsområde för träkol har varit tackjärn, krut och gengas. På senare tid har dess användning som grillkol blivit vanlig. Industriellt har dock stenkolet till stor del ersatt träkolet. Tjära och ättiksyra bildas främst inom temperaturintervallet 250-300 oC. Reaktionen är exoterm inom detta temperaturintervall. Vid kolning bildas typiskt: 28-40% träkol, 11-13% gaser (koldioxid, koloxid, metan, eten), 2-4% ättiksyra, 4-18% tjära, 26-40% vatten.
| Träslag | Träkol | Ättiksyra | Tjära | Gaser |
| ------- | ------ | --------- | ----- | ----- |
| Bok     | 34     | 8         | 14    | 16    |
| Ek      | 36     | 6         | 14    | 15    |
| Gran    | 34     | 4         | 16    | 15    |
| Tall    | 33     | 4         | 19    | 15    |

## Framställning
Framställning börjar med att veden lufttorkas. I bästa fall till en vattenhalt av 15%. Därefter sker kolningen i kolmila eller i kolugn. Kolning i kolmila tar vanligtvis 3 veckor. Kolning i ugn går betydligt snabbare vanligtvis 5–48 timmar och ger en produkt med mer likartad sammansättning, eftersom temperaturen i en kolmila kan variera från 250–750 °C i olika delar av milan. För framställning av träkol till krut användes ugn och vanligen något av träslagen lind, vide, poppel, al eller brakved. 250–280 °C för brunt träkol och 340–430 °C för svart träkol.
Under andra världskriget upplevde träkolsframställningen i Sverige ett stort uppsving eftersom gasen från träkolseldade gengasaggregat i många fall fick ersätta konventionella drivmedel i motorfordon.
Träkol används även som teckningskol. Utbyte av träkol i viktsprocent av torr ved: Gran 30%, Tall 27%, Björk 24%.
Träkolets självantändningstemperatur varierar med kolningstemperaturen och är lägst (180 °C) vid en slutkolningstemperatur av 420 °C.
| kolningstemperatur oC | kol % | väte % | kolutbyte % |
| --------------------- | ----- | ------ | ----------- |
| 200                   | 52,3  | 6,3    | 91,8        |
| 250                   | 70,6  | 5,2    | 24,2        |
| 300                   | 73,2  | 4,9    | 51,4        |
| 400                   | 77,7  | 4,5    | 40,6        |
| 500                   | 89,2  | 3,1    | 31,0        |
| 600                   | 92,2  | 2,6    | 29,1        |
| 700                   | 92,8  | 2,4    | 27,8        |
| 800                   | 95,7  | 1,0    | 26,7        |

Träkol från kolmila, typisk sammansättning: kol 91,9%, väte 2,3% syre, 2,8% aska 3%.